# Ben Shahn
Ben Shahn (Kaunas, 12 settembre 1898 – New York, 14 marzo 1969) è stato un pittore, fotografo e designer statunitense, di origine lituana.

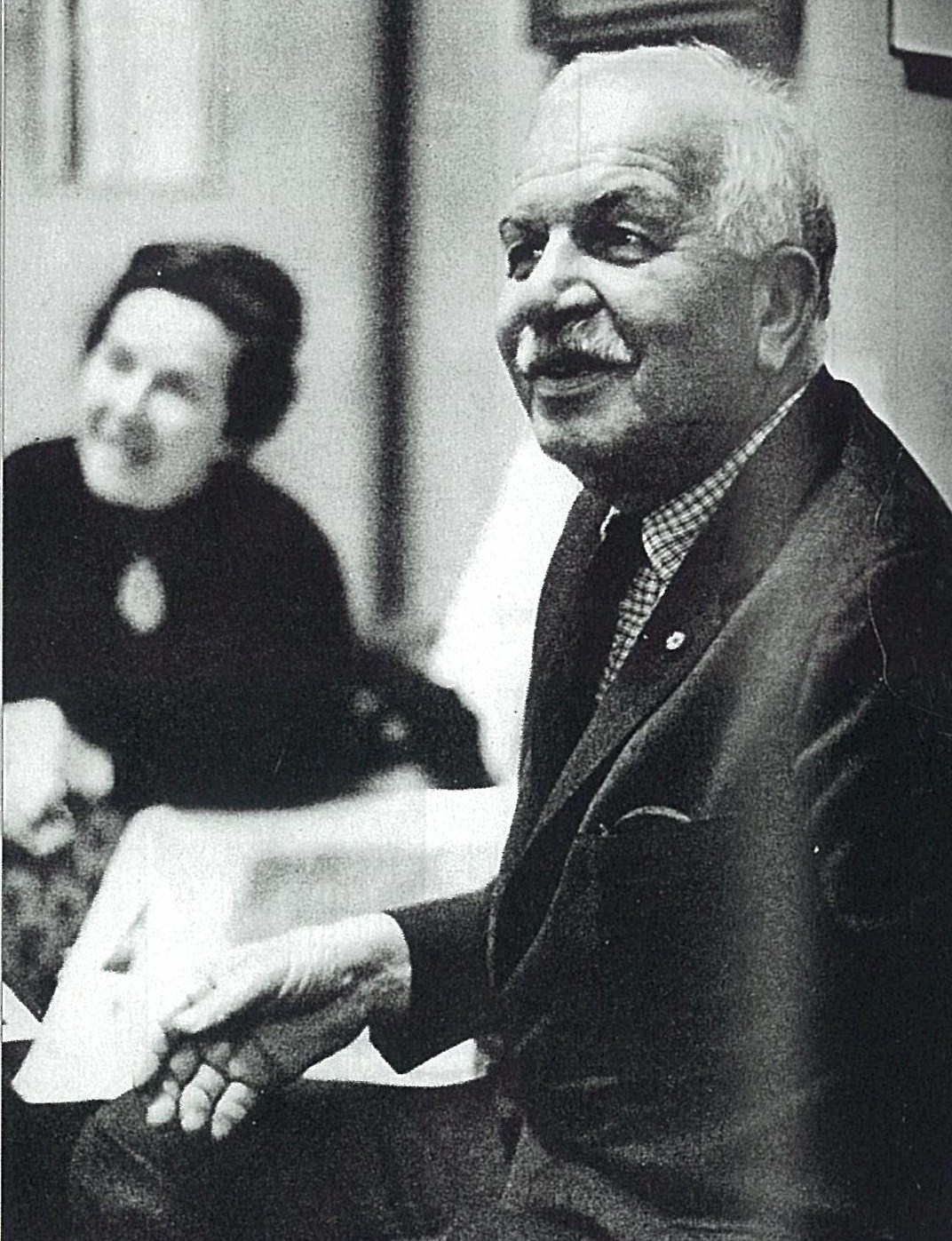
Ben Shahn

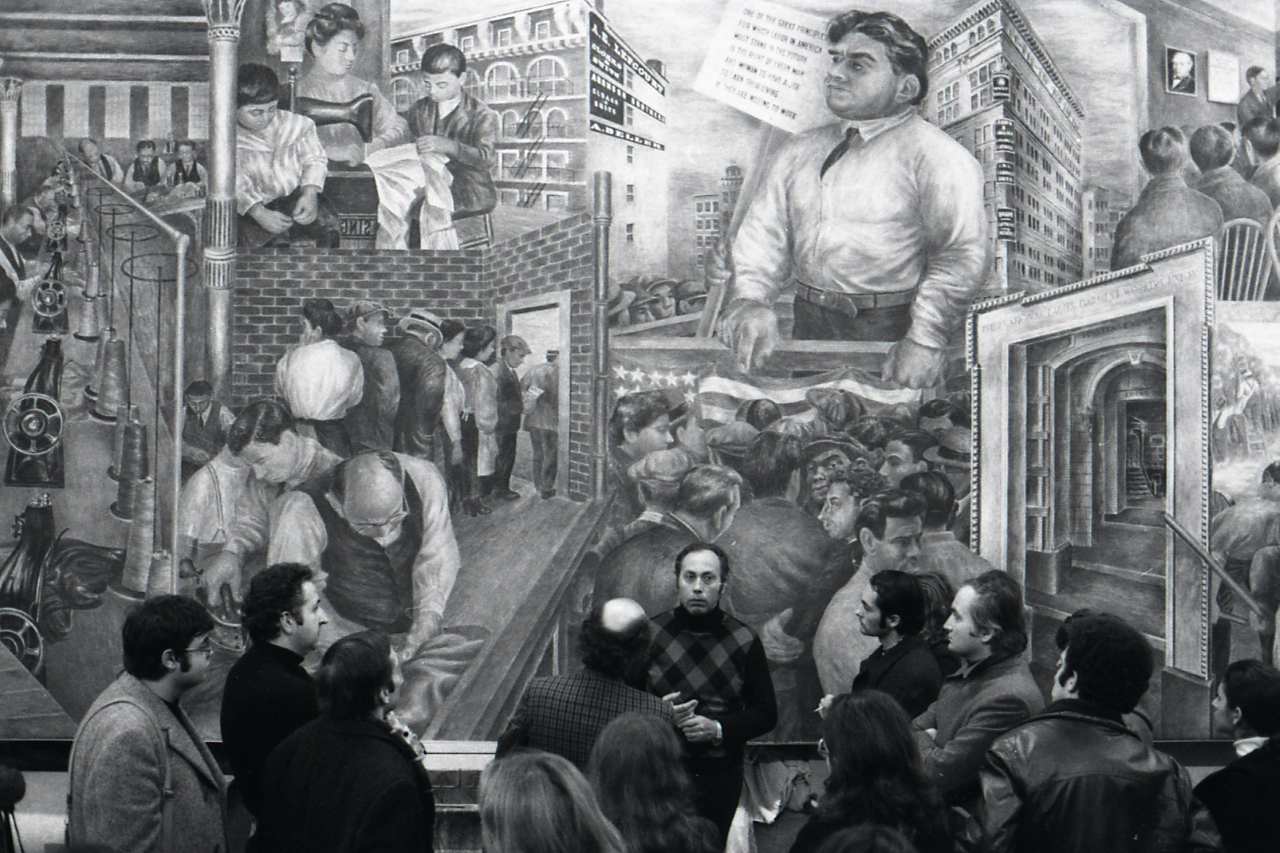
Pannello centrale del murale Jersey Homesteads (detto anche Roosevelt), 1937-1938, in una foto di Paolo Monti del 1972

Le immagini di Ben Shahn sono opere di presa immediata, di radice espressionista; rimandano ai coevi disegni di George Grosz e Otto Dix. Non vogliono essere solo una presa di coscienza etica ma tendono a diventare sempre strumenti di propaganda e di lotta.

## Biografia
Nacque da Joshua Hessel e  Gittel Lieberman Shan.
Emigrato con la famiglia negli Stati Uniti nel 1906, cominciò ad affermarsi dopo il 1930 con opere di chiaro impegno sociale ispirandosi al processo di Sacco e Vanzetti. Vanzetti e Sacco (1929) susciterà uno dei movimenti di opinione più vasti del XX secolo. 
Partecipe di un gusto primitiveggiante ma radicato in un'esperienza affatto personale, nella quale si intravedono echi espressionisti, Shahn raggiunse nelle sue opere, soprattutto dopo il 1935, punte di notevole lirismo e sofferta umanità.
Ben Shahn si impegnò su temi sociali e politici per tutta la sua vita artistica. Dal 1935 fu, come fotografo, a fianco di Walker Evans e Dorothea Lange, nella Farm Security Administration e documentò le condizioni di vita e lavoro nella campagna americana durante gli anni della grande depressione. Collaborò con l'Office of War Information degli Stati Uniti quando si trattò di combattere il nazismo, ma fu emarginato durante la caccia alle streghe maccartista all'inizio degli anni cinquanta. Disegnò manifestiper le organizzazioni sindacali americane, si impegnò nel movimento contro la proliferazione delle armi nucleari, guardò con simpatia e adesione al popolo ebreo che cercava la “terra promessa” (e anche all'exodus dedicò disegni e grafica). L'ultimo suo impegno fu contro la guerra in Vietnam. In quell'occasione (1967) disegnò i manifesti per il candidato democratico alla Casa Bianca, McCarthy, rappresentandolo come una colomba. 
Espose le sue opere al Museum of Modern Art di New York nel 1954. Nel 1984 la rivista giapponese Idea lo collocò tra i trenta designers più influenti del ventesimo secolo.
Negli ultimi anni di vita dipinse alcuni murales. Morì a New York nel 1969.

## Opere sociali
- Vanzetti e Sacco, 1932, Museo di Arte moderna di New York.
- Dimostrazione a Parigi
- Dipinto della Domenica, 1938
- Murale Jersey Homesteads (detto anche Roosevelt), 1937-1938, Community Center of the Federal Housing Development, Roosevelt, New Jersey
- Domenica WPA del 1939
- New York City
- Partita di calcio della domenica, Sott's run West Virginia del 1935
- I Terwilliger
- I Mulhall
- Cliente del programma di riabilitazione Boone Country, Arkansas.
- Ex agricoltore e figli che vivono dell'assistenza pubblica, Ohio centrale.

## Manifesti pubblicitari

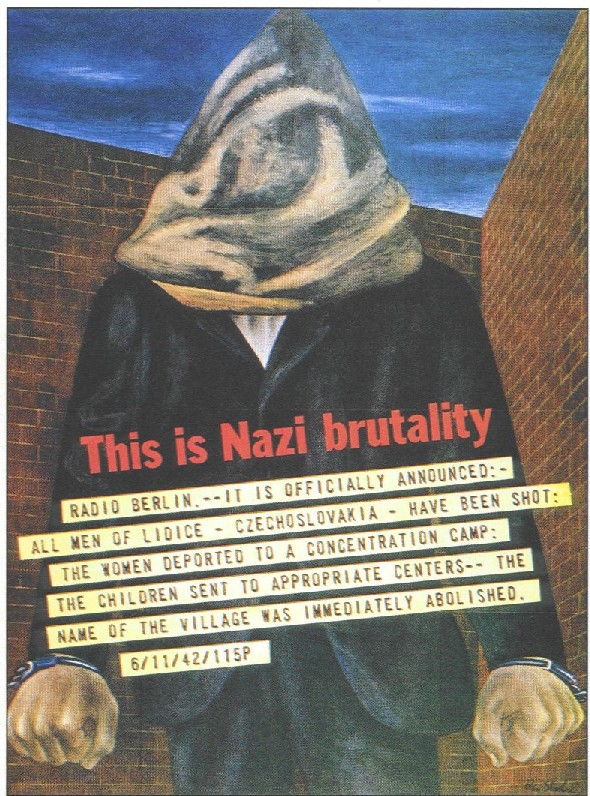
Ben Shahn, Manifesto, 1943

- This is Nazi Brutality, 1943, Collezione privata.
- Perché tutti abbiano un lavoro dopo la guerra, 1946, al Museo di Arte moderna di New York.

## Disegni
- Ciclisti acrobati, del 1950, alla Galleria Downtown di New York.

## Murales
- al Rockfeller Center di New York
- al Bronx Office di New York
- al Social Security Building di Washington